# Raabklamm
Raabklamm är en ravin i Österrike.   Den ligger i förbundslandet Steiermark, i den östra delen av landet, 130 km sydväst om huvudstaden Wien. Raabklamm ligger 623 meter över havet.
Terrängen runt Raabklamm är huvudsakligen kuperad, men söderut är den platt. Runt Raabklamm är det ganska tätbefolkat, med 86 invånare per kvadratkilometer.. Närmaste större samhälle är Graz, 18,8 km sydväst om Raabklamm. 
I omgivningarna runt Raabklamm växer i huvudsak blandskog.